# De Zee van Monsters
De Zee van Monsters (oorspronkelijke titel: The Sea of Monsters) is een fantasy/avonturenverhaal uit 2006 geschreven door Rick Riordan en gebaseerd op de Griekse mythologie. De Nederlandstalige uitgaven werd voor het eerst uitgebracht op 1 februari 2010. In dit tweede deel van de serie Percy Jackson en de Olympiërs wordt de boom van Thalia vergiftigd, waardoor Percy en zijn vrienden slechts enkele dagen de tijd hebben om naar het tegengif op zoek te gaan: het Gulden Vlies. 
De Zee van Monsters werd over het algemeen goed ontvangen en werd genomineerd voor verschillende prijzen, waaronder de Book Sense Top Ten Summer Pick (2006) en de Mark Twain Award (2009). Tot dusver heeft het boek meer dan 275.000 exemplaren verkocht. De Zee van Monsters is het vervolg op De Bliksemdief en wordt gevolgd door het derde deel, De Vloek van de Titaan. In 2012 werd het boek verfilmd met Logan Lerman in de hoofdrol, de film Percy Jackson: Sea of Monsters wordt in 2013 uitgebracht. 

## Inhoud
Percy, Annabeth en Grover gaan op zoek naar de "Golden Fleece" (Gouden Vlies: soort van deken). De oorzaak: de boom van Thalia is vergiftigd. Thalia is de dochter van Zeus die werd gedood door een cycloop toen ze naar kamp Halfbloed vluchtte met Luke, Annabeth en Grover. Percy is niet de enige die het Gouden Vlies wil hebben, zowel de dochter van Ares (god van de oorlog) en een oude bekende zijn ook op zoek. Opeens komt er nog een andere zoon van Poseidon tevoorschijn, namelijk een cycloop! Samen komen zij cyclopen, zeemonsters en zombies tegen.

## Personages
- Percy Jackson - Het hoofdpersonage; een dertienjarige halfgod die naar het eiland van Polyphemus in de Bermuda Driehoek reist om zijn vriend Grover te redden en het Gulden Vlies te vinden. Hij wordt bijgestaan door Annabeth en Tyson, zijn halfbroer.
- Annabeth Chase - Een dertienjarige halfgodin en een vriend van Percy. Zij vergezelt hem op zijn reis naar het eiland van Polyphemus om Grover te redden en het Gulden Vlies te vinden. Samen met Percy keert ze daarna terug naar Kamp Halfbloed, na door Chiron te zijn gered uit de handen van het leger van de Titaan.
- Grover Underwood - Een sater die wordt ontvoerd door Polyphemus gedurende zijn zoektocht naar de god Pan. Door toedoen van zijn slechte zicht denkt Polyphemus dat Grover een vrouwelijke Cycloop is, met wie hij wil trouwen. Hij wordt gered door zijn vrienden Percy en Annabeth.
- Luke Castellan - Een verrader en een dienaar van Kronos. Hij is ook een halfgod en een zoon van Hermes.
- Tyson - Percy's halfbroer, een cycloop. Hij vergezelt Percy en Annabeth op hun reis naar het eiland van Polyphemus.
- Clarisse - Een dertienjarige halfgodin, dochter van Ares. Zij en Percy komen niet goed overeen.
- Chiron - Een centaur die het hoofd activiteiten in kamp halfbloed is. Hij wordt ontslagen omdat hij verdacht wordt van het vergiftigen van Thaila's boom.
- Meneer D  (Dionysus) - Een god die gestraft is door Zeus. Als straf moet hij kamp Halfbloed leiden.

## Film
Dit boek is verfilmd in Percy Jackson: Sea of Monsters met Logan Lerman in de hoofdrol.